# Réserve naturelle nationale du domaine de Beauguillot
La réserve naturelle nationale du domaine de Beauguillot (RNN42) est une réserve naturelle nationale de la région Normandie. Classée en 1980, elle occupe 820 hectares, dont 242 hectares de terre, au cœur de la baie des Veys et protège un ensemble de milieux humides favorables à l'avifaune.

## Localisation

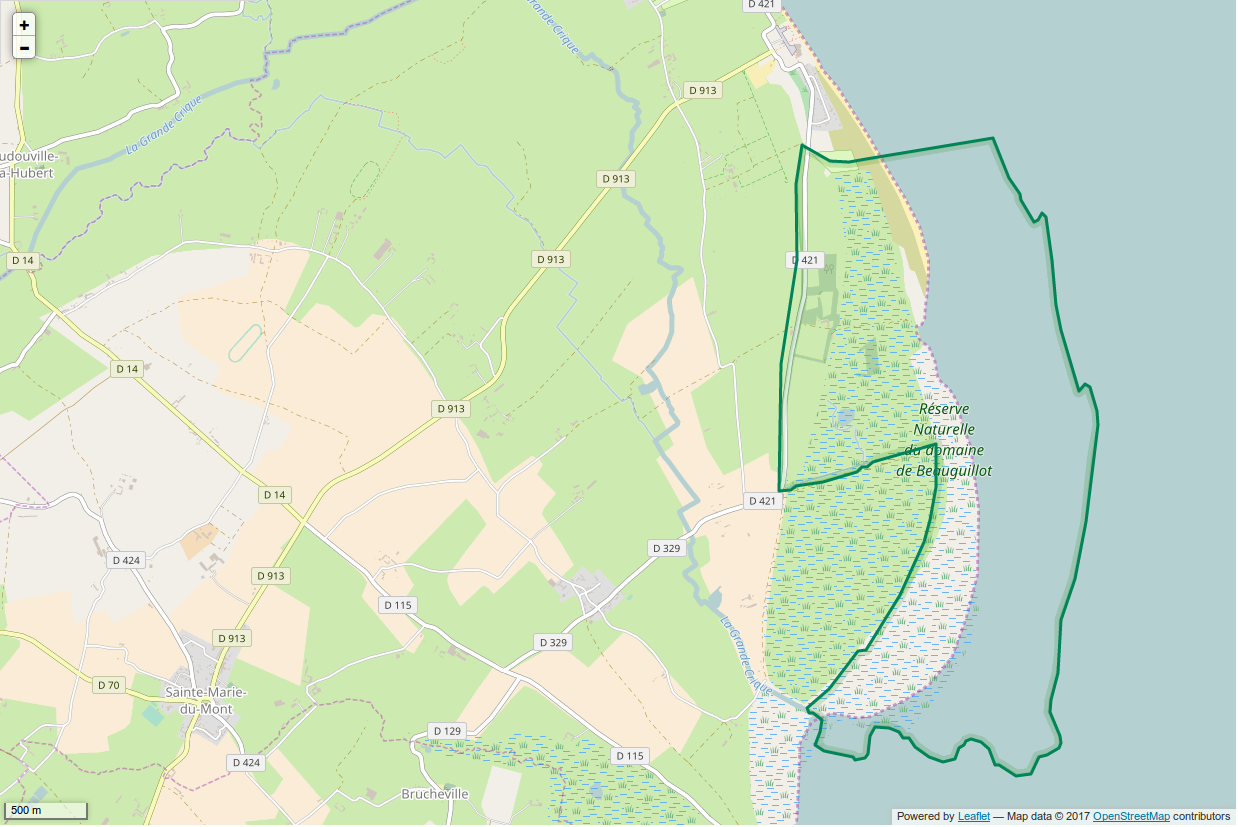
Périmètre de la réserve naturelle.

Le territoire de la réserve naturelle est dans le département de la Manche, sur la commune de Sainte-Marie-du-Mont en Normandie. Il s'étend sur 820 hectares, dont 578 hectares sur le domaine public maritime et 242 hectares de terre, au cœur de la baie des Veys dans le Parc naturel régional des Marais du Cotentin et du Bessin.
Une partie du territoire de la réserve naturelle fait partie du domaine public maritime. Elle compte donc parmi les aires marines protégées. L'autre partie est la propriété du Conservatoire du littoral depuis 1997.

## Histoire du site et de la réserve
Le site fait partie d'Utah Beach, l'une des plages du débarquement allié en Normandie en 1944. Il a été classé à l'initiative de Claude Hettier de Boislambert.
La réserve a été agrandie, par décret le 8 octobre 2021, passant de 505 hectares dont 125 hectares terrestre environ, à 820 ha environ, dont 242 hectares de terre.

## Écologie (biodiversité, intérêt écopaysager…)

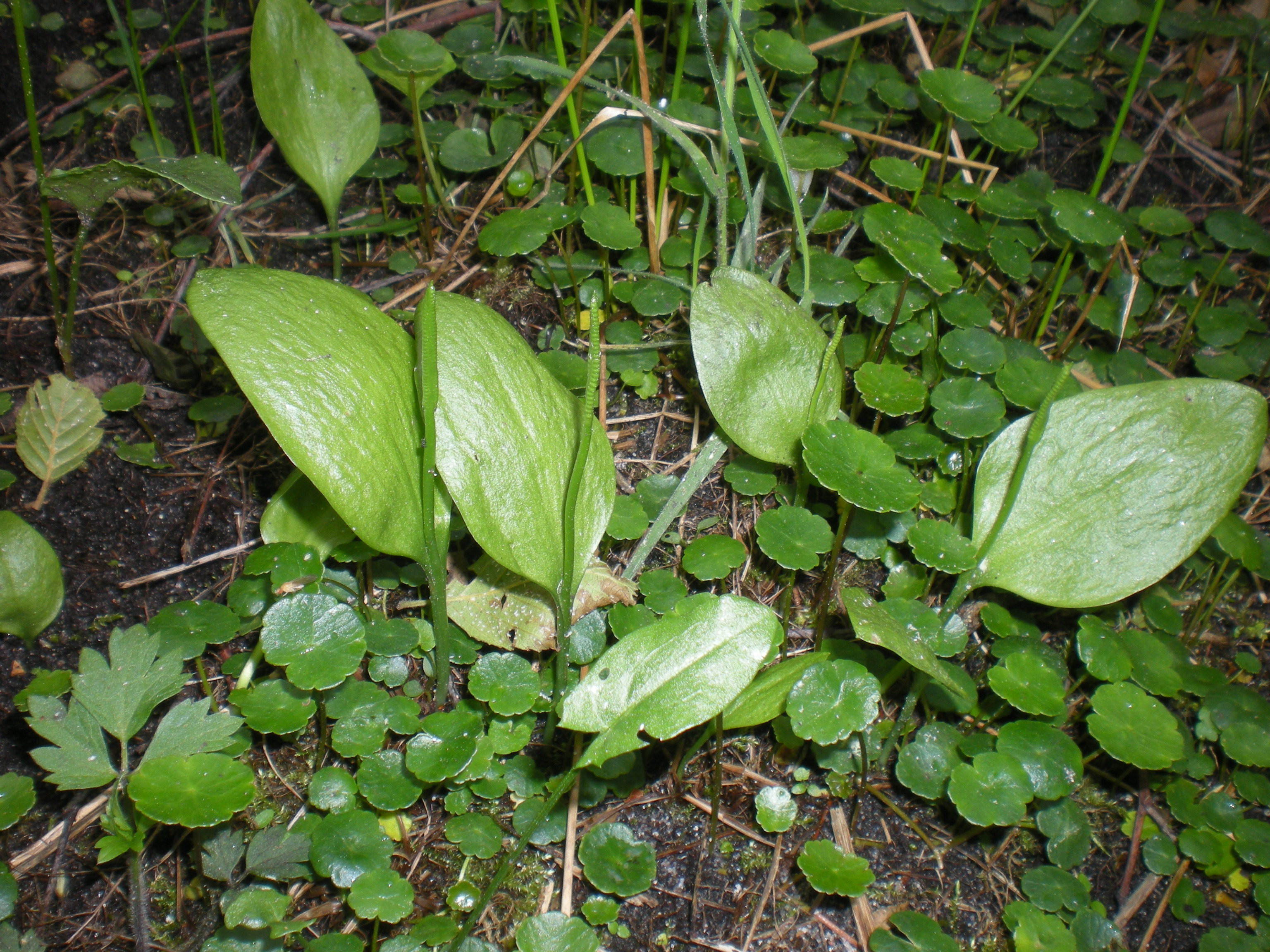
Ophioglosse langue de serpent.

Le site fait partie du vaste complexe des marais de l'isthme du Cotentin. Le milieu naturel est composé de vasières intertidales, de prés salés, de dunes, de mares et de prairies humides, abrite un grand nombre d'espèces patrimoniales. Plus de 1700 taxons y sont recensés. Ces habitats sont très favorables au séjour hivernal des oiseaux d'eau, et permettent de leur offrir une zone de quiétude nécessaire que la chasse leur enlève ailleurs. Les milieux sont essentiellement entretenus dans un objectif de conservation du patrimoine naturel. Des agriculteurs conventionnés les exploitent de façon traditionnelle.

### Flore

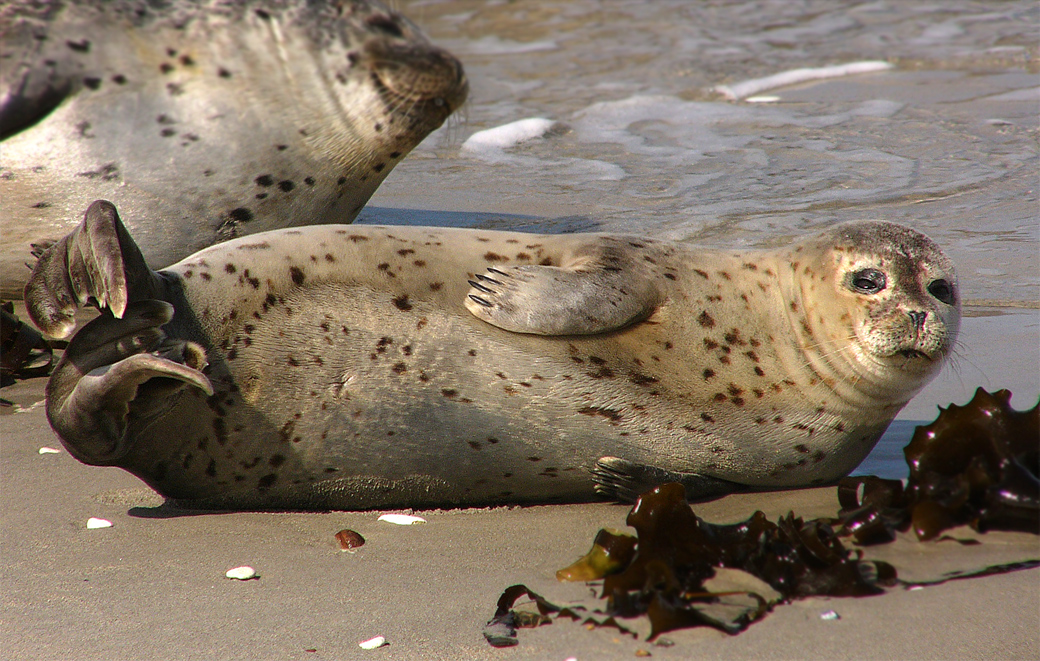
Phoque veau-marin.

Les inventaires indiquent plus de 345 plantes à fleurs. Les plantes les plus remarquables sont l'Ophioglosse langue de serpent, l'Orchis à fleurs lâches, l'Œnanthe faux boucage mais aussi l'Élyme des sables et la Renoncule à feuilles d'ophioglosse, deux espèces protégées au niveau national.

### Faune
On a recensé sur le site 216 espèces d'oiseaux, 65 de mollusques, 30 de mammifères, 13 d'amphibiens et reptiles. Le site accueille chaque hiver 35 000 oiseaux d'eau et la seconde colonie française de Phoque veau-marin, espèce d'intérêt communautaire. Parmi les 760 espèces d'insectes, on note la présence de près de 400 coléoptères, d'une centaine de papillons et de 22 libellules.

## Intérêt touristique et pédagogique
Premier site régional pour la découverte ornithologique, les oiseaux de la réserve naturelle sont annuellement observés par plus de 30000 visiteurs.
Des aménagements destinés à la découverte des lieux et des visites guidées sont proposés au public.

## Administration, plan de gestion, règlement
La réserve naturelle est gérée par le Parc Naturel Régional des marais du Cotentin et du Bessin depuis 2014 . Le conservateur est Jean-François Elder.

### Outils et statut juridique
La réserve naturelle a été créée par un décret du 17 janvier 1980 qui classait une superficie de 505 hectares. Un décret modificatif du 8 octobre étend la surface à 820 hectares.